# Часовня Александра Невского (Екатеринбург)
Часовня Александра Невского — действующий православный храм в Екатеринбурге, расположенный в Екатеринбургском дендропарке по улице 8 марта, 39 и построенный в 1890 году. Часовня представляет собой образец храмового зодчества Екатеринбурга конца XIX века.

## История
Часовня была заложена в 1881 году в связи с убийством императора Александра II, а освящена — в 1890 году во имя святого благоверного князя Александра Невского, небесного покровителя убиенного Императора. Часовня была возведена на территории бывшей Хлебной площади и являлось украшением торговой стороны старого Екатеринбурга (дендрологический парк был разбит здесь уже значительно позже). Рядом со входом на стенах были прикреплены мраморные доски: на одной из них был запечатлен текст Манифеста 19 февраля 1861 года об освобождении крестьян, а на другой было написано когда, кем и в память какого события возведена часовня. Часовня была закрыта в 1927 году. После закрытия здание часовни использовалось дендропарком как склад. В 1995 году здание было передано Ново-Тихвинскому женскому монастырю. Часовня была восстановлена.

## Архитектура
Часовня расположена в центре города на территории Екатеринбургского дендрологического парка Академии наук. Красно-кирпичное здание «византийского» стиля после 1945 года использовали как парковый павильон, в 1970-е годы фасад украсили мозаикой на темы сказов П. П. Бажова. При реставрации 1993 года была восстановлена геометрия купола, с фасадов устранена мозаика, убран грунт в подвальном помещении. Компактный объём одноглавой часовни имеет квадратную конфигурацию плана и симметричную композицию фасадов. Все четыре фасада часовни близки между собой и стоят по схеме триумфальных арок. Квадратичные пропорции дают зрительную устойчивость. Фасады стоят по правилам ордерной тектоники и трёхчастного членения: цоколь, средняя часть, аттик — по горизонтали и арочный пролёт и два пилона — по вертикали. Северная и южная стены прорезаны двойным венецианским окном. Центр каждого фасада выделяется фигурным фронтоном. На верху — малый восьмерик с неравными гранями, который завершается шлемовидным куполом с главкой. Фасады с малым декором, килевидные накладные арки под русско-византийский стиль, колонны с их кубоватыми капителями, аркатурные пояски под карнизами близки византийским и романским образцам. Декоративный арочный проём в центре фасадов выявлен граненой рустовкой. Мемориальное назначение часовни подчеркивают ниши в центре пилонов, которые оштукатурены и контрастируют с каменной кладкой, служа фоном для мемориальных плит с посвятительными надписями. Просторное и светлое помещение часовни перекрыто сомкнутым сводом. Пол покрыт шестигранными плитами из серого уфалейского мрамора. Часовня представляет собой образец храмового зодчества Екатеринбурга конца XIX века, выполненный в русском стиле.